# Franz Richter Herf
Franz Richter Herf (* 17. Dezember 1920 in Wien; † 4. Juli 1989 in Salzburg; Künstlername: Franz Herf) war ein österreichischer Komponist und Kapellmeister. Er entwickelte, gemeinsam mit Rolf Maedel das Ekmelische Tonsystem.

## Leben und Wirken
Franz Richter Herf besuchte die Schule in Wien und später in Maribor und Zagreb, wo er das Gymnasium absolvierte. Nachdem er im Jahr 1938 an der Akademie der Künste Berlin die Musiklehrerprüfung in Klavier und Chorleitung ablegte, studierte er ab dem Jahr 1941 zunächst an der Universität für Musik und darstellende Kunst Wien und wechselte nach Ende des Zweiten Weltkriegs zum Kompositionsstudium bei Johann Nepomuk David, Egon Kornauth und Bernhard Paumgartner an das Mozarteum in Salzburg. Daneben nahm er Privatunterricht in Dirigieren bei Clemens Krauss.
Im Jahr 1948 wurde Herf Kapellmeister in Salzburg und erhielt 1949 eine Berufung als Dozent an das Mozarteum. Daneben war er freier Mitarbeiter beim Österreichischen Rundfunk.
Ab dem Jahr 1970 widmete er sich gemeinsam mit Rolf Maedel der Erforschung und Systematisierung der Mikrotöne. Dies führte zur Entwicklung der Ekmelischen Musik. Im Jahr 1974 war er Mitbegründer des Institutes für Musikalische Grundlagenforschung und baute die Ekmelische Orgel nach eigenen Plänen. Im selben Jahr wurde er zum ordentlichen Hochschulprofessor ernannt. Von 1979 bis 1983 war er Rektor der Hochschule Mozarteum. Im Jahr 1981 gründete er gemeinsam mit Rolf Maedel die Gesellschaft für Ekmelische Musik (später Internationale Gesellschaft für Ekmelische Musik). und im Jahr 1985 begründete er die Internationalen Symposien Mikrotöne, die an der Hochschule Mozarteum Salzburg in Zusammenarbeit mit der Gesellschaft für Ekmelische Musik alle zwei Jahre bis 1991 abgehalten wurden, 1985 und 1987 unter seiner Leitung.

## Auszeichnungen
- Michael Haydn-Medaille in Silber
- 1976: Ehrenchormeister der Salzburger Liedertafel
- 1985: Österreichisches Ehrenkreuz für Wissenschaft und Kunst I. Klasse
- 1986: Goldenes Ehrenzeichen des Landes Salzburg
- 1986: Bürgerbrief der Landeshauptstadt Salzburg
- 1989: Das Institut für Musikalische Grundlagenforschung an der Hochschule Mozarteum erhielt den Namen Richter Herf-Institut für Musikalische Grundlagenforschung[2]

## Werke (Auswahl)
Zwischen 1950 und 1970 entstanden etwa 50 Kompositionen im neoklassizistischen, freitonalen Stil. Darunter sind zwei Opern, ein Ballett, eine Symphonie, fünf Konzerte für Soloinstrumente und Orchester, Musik für Streich- und Blasorchester sowie Chor- und Klaviermusik.
- Symphonische Szenen – für Klavier und Orchester (1953)[6]
- Der Rattenfänger – Oper in fünf Bildern (1957)[6]
- Kein Mann für Susanne – Operette in zwei Akten (1958)[6]
- ...und der Papagei lacht – Opernfarce in einem Akt (1960)[6]
- Musik für Streichorchester (1961)[6]
- Concerto breve für Violoncello und Orchester (1962)[6]
- Strohhalm, Kohle und Bohne auf der Reise – für Klavier solo nach einem Märchen der Gebrüder Grimm (1963)[6]
- Rondel – Lied nach Texten von Georg Trakl (1963)[6]
- Fünf Klavierstücke im labilen Tempo – für Klavier solo (1965)[6]
- Bläserquintett, für Flöte, Oboe, Klarinette, Horn und Fagott, 1965
- Konzert für Klarinette, Horn, Fagott und Orchester, 1967

Alle nach 1970 entstandenen Werke stehen im ekmelischen Tonsystem; darunter die Oper Odysseus, die 2. Symphonie, vier Ekmelien sowie Chor- und Kammermusik mit neuer Nummerierung der Opuszahlen.
- Aus einer Sturmnacht – für Soli, Chor und Orchester nach Texten von Rainer Maria Rilke, Op. 1 (1971)[6]
- Welle der Nacht – für Sopran, zwei Oboen, Streichquintett und Harfe nach Texten von Gottfried Benn, Op. 2 (1973)[6]
- Ekmelie Nr. 1 – für Orchester, Op. 3 (1974)[6]
- Ekmelischer Gesang für Violine solo, Op. 5 (1975)[6]
- Wie schwache Fontänen – Initiale Nr. 1 für ekmelische Orgel, Op. 6 (1976)[6]
- Schweigen – Initiale Nr. 2 für ekmelische Orgel, Op. 6 (1976)[6]
- Die Stunde des Pan – für Streichseptett und ekmelische Orgel, Op. 7 (1975)[6]
- Alapa – für ekmelische Orgel, Op. 9/1 (1979)[6]
- Dhrupad – für ekmelische Orgel, Op. 9/2 (1979)[6]
- Indago – für zwei Harfen und ekmelische Orgel, Op. 10 (1976)[6]
- Odysseus – Oper in sechs Bildern aus den Gesängen der Odyssee von Homer, Op. 12 (1979)[6]
- Ekmelischer Satz – für Streichquartett, Op. 13 (1976)[6]
- Parakusis – für Violine, Klarinette, Bassklarinette und Gitarre, Op. 14 (1977)[6]
- Ekmelische Rhapsodie – für sechs Harfen, Op. 20 (1986)[6]
- Kallisteia – Fragmente von Gedichten der griechischen Lyrikerin Sappho, für fünf Harfen und Solostimme Sopran, Op. 21 (1985)[6]
- Herr, unsere Erde – Gebet der Vereinten Nationen, für gemischten Chor a cappella, Op. 22 (1984)[6]
- Ekmelie Nr. 4 – für Orchester, Op. 23 (1986)[6]
- Vom Leben das Beste – Lied nach einem Gedicht von Paula Grogger, für Singstimme und Gitarre Op. 24 (1986)[6]
- Igonta – für drei Trompeten und drei Posaunen, Op. 25 (1988)[6]